# Reflection (canção de Christina Aguilera)
"Reflection" é uma canção apresentada na trilha sonora do filme de animação de 1998, Mulan, e se tornou o single de estreia da artista americana Christina Aguilera. Nos meses que antecederam a gravação da faixa, Aguilera se aproximou da RCA, que lhe deu a chance de gravar a canção tema do filme Mulan. A Disney, neste momento estava procurando um artista que poderia executar uma nota musical, geralmente difícil para a maioria dos artistas, necessárias para a faixa. Em resposta, Aguilera gravou o desempenho da faixa "Run to You" de Whitney Houston, que apresentou esta nota. Depois que os representantes da Disney ficaram impressionados com sua apresentação, eles contataram Aguilera, que imediatamente concordou em voar para Los Angeles para passar uma semana gravando o álbum.
A resposta da crítica para "Reflection" foi mista, com revisores considerando-a uma bela canção, contudo, totalmente memorável. Além do comentário crítico, a canção conseguiu financiar seu álbum de estréia pela RCA, além de ganhar sua credibilidade entre os escritores e produtores estabelecidos. Os lançamentos físicos e para as rádios do single foram limitados, o que resultou a entrada da faixa em apenas um gráfico, Billboard Adult Contemporary, no número dezenove. Um vídeo de acompanhamento para a canção foi incluído no lançamento em DVD de Mulan. Aguilera realizou a faixa em quatro apresentações televisivas, incluindo o programa CBS This Morning, que chamou a atenção da compositora Diane Warren.

## Antecedentes e composição
Aguilera se aproximou da gravadora RCA, e em seguida, teve dificuldades financeiras, e foi solicitada a entrar em contato com a Disney. Depois de ter sido dada a oportunidade de gravar o tema para o filme Mulan, de 1998, com o nome de "Reflection", foi noticiado que ela havia ganhado um contrato com a gravadora RCA Records, com Aguilera dizendo: "Consegui um contrato de gravação ao mesmo tempo que desembarquei na trilha sonora de Mulan. Eu tinha acabado de completar dezessete anos, e na mesma semana, eu tinha desembarcado em ambos. Eu gravei a trilha sonora de Mulan em primeiro lugar e, em seguida, alguns meses depois eu estava em Los Angeles gravando um registro de cerca de seis meses." Quando perguntado sobre a música e Aguilera, o executivo da RCA Ron Fair, comentou:
| “ | Ela é um gênio durão para cantar. Ela foi colocada na Terra para cantar, e eu trabalhei com um monte de cantores... Quando Aguilera reuniu-se com nós, ela não se importava que ela estava fazendo testes para um contrato de gravação; ela entrou em uma zona de um desempenho que você vê em um artista muito mais maduro do que ela é. | ” |

Depois ela foi convidada para acertar uma nota musical necessária para "Reflection", ela pensou que a música poderia ser a porta de entrada para um contrato de um álbum. Aguilera passou horas gravando um cover de "Run to You" de Whitney Houston, que incluiu a nota lhe pediram para acertar. Após com sucesso de ter atingido a nota, ela chamou-a de "a nota que mudou minha vida", foi dada a ela a oportunidade de gravar a canção. Para gravar a canção, ela voou para Los Angeles por cerca de uma semana. Apesar do crescimento exaustivo durante as sessões de gravação, quando soube que uma orquestra de 90 peças, estaria chegando para gravar o instrumental ela implorou para ficar e testemunhar o evento. Ela mais tarde chamou de experiência "incrível". Devido ao sucesso em torno da gravação de "Reflection", RCA desejou Aguilera para gravar e lançar um álbum em setembro de 1998 para manter a "campanha publicitária" em torno dela, nesse momento. A gravadora estabeleceu imediatamente as bases para o álbum e começou a apresentar a Aguilera as faixas de seu álbum de estréia, que mais tarde foi decidida a sua liberação em janeiro 1999. "Reflections" foi escrita e produzida por Matthew Wilder e David Zippel, na chave de sol maior. A letra da faixa começa com "Olhe para mim, você pode pensar que você vê quem eu realmente sou, mas você nunca vai me conhecer", com o alcance vocal de Aguilera abrangendo desde Sol3 e MiSi5 em um ritmo moderadamente lento de 92 batidas por minuto. Uma versão alternativa de "Reflection" foi incluída no álbum de 2000 de Aguilera, Mi Reflejo, que é o seu primeiro álbum em espanhol e segundo álbum de estúdio em geral.

## Recepção

### Resposta da crítica
Aguilera viu a canção não como uma forma de ganhar a aclamação da crítica, mas como uma ferramenta promocional para ganhar notificação na indústria da música antes do lançamento do seu álbum de estréia. A atenção foi adquirida após a faixa ser nomeada para um Globo de Ouro de Melhor Canção Original em um Filme, que reuniu a atenção de produtores e escritores notáveis. Porém criticamente, a canção não recebeu sucesso imediato, com os críticos chamando-a de "previsível" e criticando a letra. Beth Johnson da Entertainment Weekly observou que Aguilera tem uma personalidade de "devaneios de quem sou eu" na canção, enquanto Stephen Thomas Erlewine do Allmusic comentou que "Matthew Wilder e David Zippel atingiram seu desenvolvimento máximo nas canções [em Mulan] que são planas e memoráveis". Ao revisar o álbum de estúdio de estreia da cantora, Ricky Wright do Amazon.com disse que, além de "Genie in a Bottle", "a maior parte desta música é direta de mesmice e falta de originalidade", incluindo "a balada final de Mulan, 'Reflection'". Nikki Tranter do PopMatters considerou "Reflections" uma "boa música" sem a "péssima batida pop" usada em outras canções gravadas por Aguilera.

### Desempenho nas paradas musicais
Depois de estrear em junho de 1998, "Reflection" foi primeira canção de Aguilera a entrar nas paradas dos Estados Unidos, e atingindo um máximo de 19 no gráfico Adult Contemporary, apesar de só ganhar uma versão limitada nas rádios. Após o sucesso da faixa, a gravadora da cantora, RCA, decidiu financiar seu álbum de estréia (que custou mais de um milhão de dólares), e, eventualmente, financiou mais do que havia previsto inicialmente.

## Outras versões
A canção ganhou ao total quinze versões pelo mundo a fim de divulgar Mulan em outros países. O ator e cantor Jackie Chan gravou a versão em mandarim, a cantora brasileira Sandy gravou a canção em português sob o título de "Imagem", e a atriz e cantora mexicana Lucero gravou em espanhol para a América Latina.

## Vídeo musical e apresentações ao vivo
Um vídeo de acompanhamento para a canção foi incluído como bônus para o DVD Disney Gold Classic Collection no lançamento de Mulan em 1998. Aguilera cantou a obra na televisão quatro vezes, primeiramente no CBS This Morning, e depois no show Donnie & Marie; nenhuma dessas performances foram dirigidas a sua demográfico dos telespectadores adolescentes. Enquanto assistia o programa This Morning, Aguilera ganhou a atenção da compositora Diane Warren, que foi surpreendida com a tal intérprete jovem sendo "polida", como ela era. Warren declarou mais tarde que ela tinha visto o potencial de Aguilera. A cantora também apresentou "Reflection" no MuchMusic Intimate and Interactive em 17 de maio de 2000. Um especial em 2000 pela American Broadcasting Company, com uma atuação da canção, foi gravado e lançado em um DVD intitulado My Reflection.

## Faixas e formatos
Um CD single limitado de "Reflection" foi lançado com apenas a canção em 2 de junho de 1998.
| CD single |              |                              |                              |         |  |
| N.º       | Título       | Compositor(es)               | Produtor(es)                 | Duração |  |
| 1.        | "Reflection" | Matthew Wilder, David Zippel | Matthew Wilder, David Zippel | 3:34    |  |

## Créditos de elaboração
Lista-se abaixo os profissionais envolvidos na elaboração de "Reflection", de acordo com o encarte do seu CD single:
- Christina Aguilera - Vocais
- Matthew Wilder – composição, co-produção
- David Zippel – composição, co-produção

## Desempenho nas tabelas musicais
| Charts (1998)                              | Posição |
| ------------------------------------------ | ------- |
| Estados Unidos (Adult contemporary)        | 19      |
| Charts (2014)                              | Posição |
| Coreia do Sul (Gaon International Singles) | 86      |